# Lautignac
Lautignac (em occitano:  Lautinhac) é uma comuna francesa na região administrativa da Occitânia, no departamento do Alto Garona. Estende-se por uma área de 17.77 km², com 268 habitantes, segundo o censo de 2018, com uma densidade de 15 hab/km².